# 379 př. n. l.

## Hlavy států
- Perská říše – Artaxerxés II.  (404 – 359 př. n. l.)
- Egypt – Nachtnebef  (380 – 362 př. n. l.)
- Bosporská říše – Leukon  (389 – 349 př. n. l.)
- Kappadokie – Datames  (380 – 362 př. n. l.)
- Sparta – Kleombrotos I.  (380 – 371 př. n. l.) a Agésiláos II.  (399 – 360 př. n. l.)
- Athény – Pytheas  (380 – 379 př. n. l.) » Nicon  (379 – 380 př. n. l.)
- Makedonie – Amyntás III.  (392 – 370 př. n. l.)
- Epirus – Alcetas I.  (390 – 370 př. n. l.)
- Odryská Thrácie – Cotys I.  (384 – 359 př. n. l.)
- Římská republika – tribunové P. Manlius Capitolinus, Cn. Manlius Vulso, L. Iulius Iullus, C. Sextilius, Lucius Albinius, L. Antistius, P. Trebonius a C. Erenucius  (379 př. n. l.)
- Syrakusy – Dionysius I.  (405 – 367 př. n. l.)
- Kartágo – Mago II.  (396 – 375 př. n. l.)